# Brouay
Brouay és un municipi francès situat al departament de Calvados i a la regió de Normandia. L'any 2007 tenia 453 habitants.

## Demografia

### Població
El 2007 la població de fet de Brouay era de 453 persones. Hi havia 148 famílies de les quals 20 eren unipersonals (8 homes vivint sols i 12 dones vivint soles), 40 parelles sense fills, 84 parelles amb fills i 4 famílies monoparentals amb fills.
La població ha evolucionat segons el següent gràfic:
Habitants censats

### Habitatges
El 2007 hi havia 167 habitatges, 152 eren l'habitatge principal de la família, 10 eren segones residències i 5 estaven desocupats. 162 eren cases i 3 eren apartaments. Dels 152 habitatges principals, 137 estaven ocupats pels seus propietaris, 13 estaven llogats i ocupats pels llogaters i 2 estaven cedits a títol gratuït; 4 tenien dues cambres, 11 en tenien tres, 25 en tenien quatre i 112 en tenien cinc o més. 126 habitatges disposaven pel capbaix d'una plaça de pàrquing. A 33 habitatges hi havia un automòbil i a 110 n'hi havia dos o més.

### Piràmide de població
La piràmide de població per edats i sexe el 2009 era:
| Homes | Edats   | Dones |
| ----- | ------- | ----- |
| 0     | 95 o +  | 0     |
| 0     | 90 a 94 | 0     |
| 0     | 85 a 89 | 0     |
| 0     | 80 a 84 | 0     |
| 4     | 75 a 79 | 8     |
| 4     | 70 a 74 | 0     |
| 4     | 65 a 69 | 0     |
| 12    | 60 a 64 | 4     |
| 4     | 55 a 59 | 8     |
| 4     | 50 a 54 | 0     |
| 12    | 45 a 49 | 4     |
| 20    | 40 a 44 | 28    |
| 12    | 35 a 39 | 20    |
| 20    | 30 a 34 | 12    |
| 8     | 25 a 29 | 8     |
| 12    | 20 a 24 | 8     |
| 24    | 15 a 19 | 8     |
| 8     | 10 a 14 | 24    |
| 12    | 5 a 9   | 12    |
| 12    | 0 a 4   | 8     |

## Economia
El 2007 la població en edat de treballar era de 304 persones, 258 eren actives i 46 eren inactives. De les 258 persones actives 242 estaven ocupades (126 homes i 116 dones) i 16 estaven aturades (10 homes i 6 dones). De les 46 persones inactives 10 estaven jubilades, 23 estaven estudiant i 13 estaven classificades com a «altres inactius».

### Ingressos
El 2009 a Brouay hi havia 153 unitats fiscals que integraven 476,5 persones, la mediana anual d'ingressos fiscals per persona era de 19.042 €.

### Activitats econòmiques
Dels 14 establiments que hi havia el 2007, 9 eren d'empreses de construcció, 1 d'una empresa de transport, 2 d'empreses de serveis i 2 d'entitats de l'administració pública.
Dels 8 establiments de servei als particulars que hi havia el 2009, 2 eren paletes, 5 guixaires pintors i 1 lampisteria.
L'any 2000 a Brouay hi havia 4 explotacions agrícoles.

## Poblacions més properes
El següent diagrama mostra les poblacions més properes.